# Bibiana Fernández
Bibiana Manuela Fernández Chica (Tánger, 13 de febrero de 1954), conocida artísticamente como Bibi Ándersen y más tarde como Bibiana Fernández, es una actriz de cine y teatro, cantante, presentadora de televisión, modelo y tertuliana española.

## Biografía
Nació en Tánger (Zona Internacional de Tánger) aunque con doce años se trasladó a vivir a Málaga. Hija de malagueños; de Manuel, que era taxista, y de Francisca, que trabajaba de costurera en el barrio de la Victoria. Bibiana Fernández Chica nació como hombre, aunque desde muy joven se consideró como mujer y vino usando el apodo femenino «Bibi Ándersen» desde que comenzase su carrera profesional.
Sus padres se separaron cuando sólo tenía seis años, esto la llevó a vivir un sinfín de peleas y discusiones en torno a ella. Vivió sus primeros años en Málaga. En 1991, en Londres, se le practicó una vaginoplastia y más tarde, en 1994, cambió legalmente su nombre.
Empezó haciendo cameos en Palma de Mallorca, después vendió libros, trabajó en el muelle de Málaga y un sinfín de cosas más. Marchó de Málaga a Barcelona con el propósito de ver cumplido su sueño de ser artista. Sus comienzos fueron duros, pero con esfuerzo y poco a poco, a mediados de los años 1970 se convirtió en la principal estrella de la Cadena Ferrer, que gestionaba diversos locales en Barcelona. Fue entonces cuando debutó en el cine de la mano de Vicente Aranda en la película Cambio de sexo, donde tendría de compañera de reparto a una jovencísima Victoria Abril. El éxito de la película de Aranda la convirtió en un personaje popular que rápidamente saltó a los hogares españoles a través de la televisión.
En 1980 publicó un disco, llamado como ella, Bibi Andersen. Obtiene un gran éxito con las canciones «Call me lady Champagne» y «Sálvame». Participa en distintos programas de televisión y se presenta en teatros continuando su trabajo como vedette de revista.
A principios de los años ochenta, una vez ya en Madrid, trabajó en Trailer para amantes de lo prohibido de Pedro Almodóvar, amigo con el que continuará colaborando en buena parte de su filmografía —Matador, La ley del deseo, Tacones lejanos y Kika—. En 1984 protagonizó la cinta de Manuel Gutiérrez Aragón, La noche más hermosa, junto a Victoria Abril, José Sacristán y Fernando Fernán Gómez. En 1985 participó en la comedia de Fernando Trueba, Sé infiel y no mires con quién, al lado de Ana Belén, Carmen Maura y Antonio Resines.
Después de debutar como presentadora en el espacio La tarde, Pilar Miró la propuso como compañera de Carlos Herrera en la presentación del espacio musical y de variedades Sábado noche (1988-1989). La buena química que surgió entre la pareja y la naturalidad de ambos hicieron que el programa fuera un éxito.
A finales de los años ochenta y principios de los noventa compaginó su trabajo de presentadora de televisión con sus intervenciones en el cine. Otros programas que condujo fueron Estress (1991), Hip Hip Hipnosis, Muchas gracias y Menta y chocolate (2003), además de un episodio de la serie Las chicas de hoy en día, diversas galas y especiales de fin de año.
Otros títulos cinematográficos en su carrera son Remando al viento a las órdenes de Gonzalo Suárez, Acción mutante de Álex de la Iglesia, Más que amor, frenesí del trío de realizadores Menkes, Bardem y Alfonso Albacete, y Atómica (No me hables de los hombres que me pongo atómica) de Menkes y Albacete.
En 1998 ―coincidiendo con el estreno de Atómica― decidió cambiar su nombre artístico por el suyo verdadero, pasando a llamarse Bibiana Fernández en lugar de Bibí Ándersen, como era conocida hasta ese momento. En el año 2000 contrajo matrimonio por el rito tailandés con un modelo cubano, Asdrúbal Ametller González, del que se separó en 2003.
En 2005 empezó a colaborar en el programa Channel n.º 4 en el canal Cuatro, además de colaboradora en el programa radiofónico deportivo Radioestadio emitido en Onda Cero.
En 2014, participó en el reality show Supervivientes: Perdidos en Honduras, donde tras 28 días concursando se convirtió en la 5.ª expulsada de la edición. Tras ser expulsada del reality Bibiana vuelve al cine de nuevo de la mano de Alfonso Albacete con la película Solo química, que fue estrenada en el verano de 2015. En esta película comparte cartel con Rossy de Palma y José Coronado, entre otros. A su vez en 2014 fue como invitada a Hable con ellas, un programa que se emitía en el late night de Telecinco. 
Desde 2008 hasta 2023 trabajó como colaboradora en el espacio de televisión El programa de Ana Rosa de Telecinco. Tras los cambios en la parrilla de la cadena, se anunció su fichaje para el magacín Vamos a ver y para el programa TardeAR en las tardes. Desde 2023, es colaboradora en ambos.
En 2014 se anuncia su fichaje como colaboradora para Gran Hermano el debate. Bibiana aparece en un capítulo de la octava temporada de La que se avecina. En 2017 concursa en el programa Masterchef Celebrity en el que fue expulsada a la séptima semana.
Desde 2018, además, colabora en el programa de radio Por fin no es lunes de Onda Cero, que conduce Jaime Cantizano.
En el teatro, ha actuado en las producciones recientes como La gran depresión de Dunia Ayaso y Félix Sabroso, con Loles León; El amor está en el aire y El amor sigue en el aire, con Manuel Bandera; La última tourné, de nuevo con Bandera, Alaska y Mario Vaquerizo; La Señora de Pablo Quijano.

## Discografía
Álbum de estudio
- Bibi Andersen (1980)[11]

Sencillos
- Sálvame (1980)[12]
- Call Me Lady, Champagne (1980)
- I Wanna Be Loved By You (1981)
- Canto (1982)

## Filmografía

### Cine
| Año  | Película                                            | Personaje            | Director                                      | Género                   | Duración |
| ---- | --------------------------------------------------- | -------------------- | --------------------------------------------- | ------------------------ | -------- |
| 2024 | La reina del convento                               | Madrastra de Juanita | Carmen Perona                                 | Comedia                  | 1h 24m   |
| 2015 | Solo química                                        | Sabrina              | Alfonso Albacete                              | Romance/Comedia          | 1h 50m   |
| 2004 | Rojo sangre                                         | Dora Grizzel         | Christian Molina                              | Terror                   | 1h 30m   |
| 1998 | Atómica                                             | Roxy Foxy            | Alfonso Albacete, David Menkes                | Comedia/Suspense         | 1h 42m   |
| 1996 | Más que amor, frenesí                               | Cristina             | Alfonso Albacete, David Menkes, Miguel Bardem | Drama/Suspense           | 2h 05m   |
| 1995 | La terraza de Miguel (cortometraje)                 |                      | Simona Benzakein                              | Comedia                  | 14m      |
| 1993 | Kika                                                | Susana               | Pedro Almodóvar                               | Comedia negra            | 1h 54m   |
| 1993 | Acción mutante                                      | Invitada de lujo     | Álex de la Iglesia                            | Ciencia ficción/Comedia. | 1h 34m   |
| 1991 | Tacones lejanos                                     | Susana               | Pedro Almodóvar                               | Drama/Intriga            | 1h 53m   |
| 1988 | Remando al viento                                   | Fornarina            | Gonzalo Suárez                                | Drama/Intriga            | 1h 36m   |
| 1987 | La ley del deseo                                    | Ada madre            | Pedro Almodóvar                               | Thriller/Romance         | 1h 40m   |
| 1986 | Matador                                             | Florista             | Pedro Almodóvar                               | Drama/Intriga            | 1h 42m   |
| 1985 | Sé infiel y no mires con quién                      | Raquel               | Fernando Trueba                               | Comedia                  | 1h 48m   |
| 1985 | Tráiler para amantes de lo prohibido (cortometraje) |                      | Pedro Almodóvar                               | Drama/Musical            | 17m      |
| 1984 | La noche más hermosa                                | Bibí                 | Manuel Gutiérrez Aragón                       | Comedia                  | 1h 30m   |
| 1977 | Cambio de sexo                                      | Bibí                 | Vicente Aranda                                | Drama                    | 1h 48m   |

### Televisión
| Año  | Serie de televisión           | Personaje   | Notas      |
| ---- | ----------------------------- | ----------- | ---------- |
| 2015 | La que se avecina             | Covadonga   | 1 episodio |
| 2006 | Aquí no hay quien viva        | Bárbara     | 1 episodio |
| 2004 | 7 vidas                       | Carla Evans | 1 episodio |
| 1997 | Entre Morancos y Omaítas      | Ella misma  | 1 episodio |
| 1995 | Vaya nochecita                | Ella misma  | 1 episodio |
| 1994 | Los ladrones van a la oficina | Ella misma  | 1 episodio |
| 1991 | Las chicas de hoy en día      | Ella misma  | 1 episodio |
| 1987 | El edén                       | Ella misma  | 1 episodio |

| Año                      | Programa de televisión                | Desempeño          | Notas            |
| ------------------------ | ------------------------------------- | ------------------ | ---------------- |
| 2023-2025                | Tardear                               | Colaboradora       |                  |
| 2023-presente            | Vamos a ver                           | Colaboradora       |                  |
| 2022-2023                | MasterChef Especial Navidad           | Concursante        | 2.ª Expulsada    |
| 2022                     | Sálvame Mediafest                     | Miembro del jurado |                  |
| 2022                     | Secret Story: La casa de los secretos | Colaboradora       |                  |
| 2021                     | ¿Quien quiere ser millonario?         | Concursante        | 1 programa       |
| 2020                     | Lazos de sangre                       | Comentarista       | Varios programas |
| 2020                     | MasterChef Celebrity Express          | Presentadora       | 12 programas     |
| 2020                     | Ven a cenar conmigo: Gourmet edition  | Concursante        | 2.º puesto       |
| 2018                     | Trabajo temporal                      | Participante       | 1 programa       |
| 2018-2024                | Maestros de la costura                | Invitada           | Varios programas |
| 2018                     | Tu cara me suena                      | Invitada           | 1 programa       |
| 2018                     | MasterChef                            | Invitada           | 1 programa       |
| 2018                     | Las Retales                           | Presentadora       | 10 programas     |
| 2017                     | MasterChef Celebrity 2                | Concursante        | 7.ª Expulsada    |
| 2017                     | Fantastic Dúo                         | Comentarista       |                  |
| 2017                     | El gran reto musical                  | Invitada           | 1 programa       |
| 2016                     | Qué tiempo tan feliz                  | Invitada           | 1 programa       |
| 2016                     | Sálvame                               | Invitada           | 1 programa       |
| 2016                     | En la tuya o en la mía                | Invitada           | 1 programa       |
| 2014                     | Hable con ellas                       | Invitada           | 2 programas      |
| 2014                     | Debates de Gran Hermano               | Colaboradora       |                  |
| 2014                     | Supervivientes                        | Concursante        | 5.ª Expulsada    |
| 2013-2014                | Abre los ojos... y mira               | Colaboradora       |                  |
| 2013                     | Hay una cosa que te quiero decir      | Invitada           |                  |
| 2013                     | El Gran Debate                        | Colaboradora       |                  |
| 2010                     | I Love Escassi                        | Presentadora       |                  |
| 2009                     | Pánico en el plató                    | Invitada           |                  |
| 2008-2023; 2025-presente | El Programa de Ana Rosa               | Colaboradora       |                  |
| 2007-2011                | Hormigas blancas                      | Invitada           | Varios programas |
| 2005-2008                | Channel n.º 4                         | Presentadora       |                  |
| 2005-2007                | Corazón de...                         | Presentadora       |                  |
| 2005-2006                | Ankawa                                | Presentadora       |                  |
| 2004-2005                | DEC                                   | Colaboradora       |                  |
| 2003                     | Menta y chocolate                     | Presentadora       |                  |
| 2002-2016                | Pasapalabra                           | Invitada           | Varios programas |
| 1999                     | La alegría de bibir                   | Presentadora       |                  |
| 1998                     | Crónicas Marcianas                    | Colaboradora       |                  |
| 1997-2004                | Tómbola                               | Invitada           | Varios programas |
| 1996                     | Coplas de Verano                      | Presentadora       |                  |
| 1994                     | Hip, hip, hipnosis                    | Presentadora       |                  |
| 1992-1994                | ¡Hola Raffaella!                      | Presentadora       |                  |
| 1991                     | Estress                               | Presentadora       |                  |
| 1988-1989                | Sábado noche                          | Presentadora       |                  |
| 1987                     | La tarde                              | Presentadora       |                  |
| 1972-2004                | Un, dos, tres...responda otra vez     | Invitada           | Varios programas |

## Teatro
- 1978: Una vez al año no hace daño
- 1985: Una noche con Bibi
- 2002: 101 dálmatas
- 2003: No se nos puede dejar solos
- 2011-2013: La gran depresión
- 2013-2016: El amor está en el aire
- 2016-2019: El amor sigue en el aire
- 2017: La fille du regiment
- 2019-2021: La última tourné[14]
- 2024: La Señora[15]